# Samuel Pierce
Pour les articles homonymes, voir Pierce.
Samuel Riley Pierce, Jr., né le 8 septembre 1922 à Glen Cove (New York) et mort le 31 octobre 2000 à Glen Cove (New York), est un homme politique américain. Membre du Parti républicain, il est secrétaire au Logement entre 1981 et 1989 dans l'administration du président Ronald Reagan.

## Biographie

### Carrière politique
Ronald Reagan ayant battu le président sortant, Jimmy Carter, retourne en Californie jusqu'à l'Inauguration Day. Il fait savoir la composition de son gouvernement dans les jours à venir, et Samuel Pierce en est l'un des premiers nommés, en tant secrétaire au Logement. Il est le seul membre avec George H. W. Bush à rester jusqu'au terme des deux mandats du président.